# 白鷹町議会
白鷹町議会（しらたかまちぎかい）は、山形県西置賜郡白鷹町の地方議会である。

## 概要
- 定数：12人
- 任期：4年（議会解散が実施されれば任期満了前であっても議員任期は終了する）
- 前回選挙：2023年（令和5年）4月23日投開票[1]

- 選挙区：町全体を1選挙区とする大選挙区制（単記非移譲式）
- 所在地：山形県西置賜郡白鷹町大字荒砥甲833番地
- 主な役割：審議、議決、一般質問、同意、市政のチェック、請願や陳情の審査、意見書の提出、調査研究、行政行事出席等

### 委員会
- 議会運営委員会

#### 常任委員会
- 総務厚生常任委員会
- 産業建設常任委員会

#### 特別委員会
- 予算特別委員会
- 議会広報特別委員会
- 議会活性化特別委員会
- ふるさと森林公園再整備特別委員会

### 定例会
- 3月、6月、9月、12月

### 事務局
- 議会事務局

## 党派
- 無所属11人
- 公明党1人

（2023年5月現在）

## 議員報酬等
| 役職   | 報酬            | 政務活動費  |
| ------ | --------------- | ----------- |
| 議長   | 月額 34万0000円 | 月額 5000円 |
| 副議長 | 月額 28万0000円 | 月額 5000円 |
| 議員   | 月額 26万5000円 | 月額 5000円 |

- 別途、年2回期末手当あり
- 政務活動費の残金は町に返還する義務がある
- 議員年金は2011年（平成23年）6月1日で廃止されている